# Сорен, Пьеррик
Пьерри́к Соре́н (фр. Pierrick Sorin; 11 июля 1960, Нант, Атлантическая Луара, Франция) — французский художник, сценарист, сценограф.

## Биография
Получил среднее образование в лицее Жюль Верна в Нанте. С 1979 по 1982 год обучался в Национальной высшей школе искусств и ремёсел в Анже. С 1983 по 1988 год учился в Школе изящных искусств города Нант. С 1987 по 1988 год параллельно с художественной деятельностью работал воспитателем в детском саду. В 1989 году начинает активную выставочную деятельность.

## Творчество
Активно использует в своих работах технологию хромакея, линейный и нелинейный видеомонтаж, принципы работы «оптического театра» Эмиля Рейно. В большинстве видеоработ самостоятельно исполняет все роли.

## Выставки

### Персональные
- 1989 — «La Belle Peinture est derrière nous». Галерея Zoo, Нант.
- 1991 — «Vacance». Галерея Zoo, Нант.
- 2007 — «Видеопрыжок», ЦДХ, Москва[4].

## Спектакли
- 2006 — «La Pietra del Paragone» (сценограф)
- 2011 — «22.13», автобиографичный моноспектакль (сценарист, режиссёр, постановщик)